# Eriosyce sociabilis
Eriosyce sociabilis là một loài thực vật có hoa trong họ Cactaceae. Loài này được (F.Ritter) Katt. mô tả khoa học đầu tiên năm 1994.